# Vertel József
Vertel József (Dömös, 1922. január 2. – Budapest, 1993. augusztus 5.) grafikusművész, bélyegtervező.

## Életpályája
Szülei gazdálkodók voltak. Nagymaroson járt iskolába, majd tanulmányait a Képzőművészeti Főiskolán végezte, ahol Aba-Novák Vilmos és Konecsni György voltak a mesterei. Később a Képzőművészeti Gimnáziumban tanított.
A leghíresebb és legtöbbet foglalkoztatott magyar bélyegtervezők egyike volt: 1950 és 1992 között közel 500 hazai bélyeg terveit készítette el. Mintegy 200 bélyeget tervezett az ENSZ és egyes államok (Líbia, Libanon, Algéria, Mongólia) részére.
Több bélyegét "Az év bélyege" elismeréssel jutalmazták.

## Az általa tervezett bélyegek

### Magyar bélyegek
- Lánchíd (sorozat, 5 érték), (1949)
- Virág (I.) (2 érték a sorozatból), (1950)
- Háziállatok (4 érték a sorozatból), (1951)
- Virág (II.) (3 érték a sorozatból), (1951)
- Olimpia (Helsinki), (3 érték a sorozatból), (1952)
- Bányásznap (1 érték a sorozatból), (1952)
- Metró (sorozat, 2 érték), (1953)
- Erdei állatok (I.) (6 érték a sorozatból), (1953)
- Népstadion (6 érték a sorozatból), (1953)
- Labdarúgó 6:3 (felülnyomás), (1953)
- Anya- és csecsemővédelem (sorozat, 6 érték), (1954)
- MDP III. kongresszusa (1954)
- Téli sport (4 érték a sorozatból), (1955)
- Felszabadulás (III.), (1 érték a sorozatból), (1955)
- 100 éves az Állami Nyomda (bélyeg és blokk), (1955)
- Munka (10 érték a sorozatból), (1955)
- Közlekedés – Ipar (2 érték a sorozatból), (1955)
- Bányásznap (II.), (1956)
- Olimpia (Melbourne), (sorozat, 8 érték), (1956)
- Arany János (1957)
- Nagy Októberi Szocialista Forradalom emlékére (III.), (1 érték a sorozatból), (1957)
- Televízió (bélyeg és blokk), (1958)
- Brüsszeli sor (2 érték a sorozatból), (1958)
- Postaminiszterek prágai konferenciája (sorozat, 2 érték), (1958)
- Sport (III.), ((2 érték a sorozatból), (1958))
- Bélyegnap (1958)
- Levelező hét (I.), (sorozat, 2 érték), (1958)
- 40 éves a magyar repülőbélyeg (1 érték a sorozatból), (1958)
- Repülő (5 érték a sorozatból), (1958)
- Közlekedési Múzeum (3 érték a sorozatból), (1959)
- Vívó-világbajnokság (2 érték a sorozatból), (1959)
- Lepke (sorozat, 7 érték), (1959)
- Olimpia (Squaw Valley), (sorozat, 7 érték), (1960)
- Olimpia (III.) (Róma), (1 érték a sorozatból), (1960)
- Olimpia (I.) Róma -Squaw Valley (blokk), (1960)
- Gagarin a világűrben (sorozat, 2 érték), (1961)
- Vénusz-rakéta (sorozat, 4 érték), (1961)
- Postaminiszterek varsói konferenciája (sorozat, 4 érték), (1961)
- Nemzetközi Bélyegkiállítás, Budapest (I.), (sorozat, 4 érték), (1961)
- 50 éves a Vasas Sportklub (sorozat, 4 érték), (1961)
- Nemzetközi Bélyegkiállítás, Budapest (II.), (sorozat, 4 érték), (1961)
- Budapest 1961 (sorozat, 4 érték), (1961)
- Gyógy- és ipari növények (sorozat, 8 érték), (1961)
- Ikarusztól az űrrakétáig (blokk), (1962)
- Chilei labdarúgó-világbajnokság (sorozat, 8 érték és blokk), (1962)
- Malária elleni küzdelem éve (bélyeg és kisív), (1962)
- Bélyegnap (sorozat, 4 érték és blokk), (1962)
- Évfordulók-Események (I.), (1962)
- Közép-európai Kupa győztes Vasas (1962)
- Műkorcsolyázó és Jégtánc Európa-bajnokság, (sorozat, 7 érték, Gál Ferenccel és Kékesi Lászlóval), (1963)
- Bélyegnap (sorozat, 4 érték és blokk), (1963)
- Bélyegnap (sorozat, 4 érték és blokk), (1964)
- Tudományos űrkutatás (blokk9, (1964)
- Budapest hídjai (sorozat, 7 érték), (1964)
- Évfordulók – események (8 érték a sorozatból), (1964)
- Botanikus kertek virágai (sorozat, 10 érték), (1965)
- Bélyegnap (sorozat, 4 érték és blokk), (1965)
- A közlekedési Múzeum megnyitása (sorozat, 2 érték), (1966)
- A Magyar Népköztársaság polgári kitüntetései (sorozat, 9 érték), (1966)
- Labdarúgó-világbajnokság (II.)-Anglia (sorozat, 9 érték és blokk), (1966)
- Bélyegnap (sorozat, 4 érték és blokk), (1966)
- Aerofila 67 (I.), (sorozat, 4 érték és blokk), (1967)
- Duna Bizottság (sorozat, 7 érték), (1967)
- Aerofila 67 (II.), (sorozat, 4 érték és blokk), (1967)
- Évfordulók-Események (V.) (1 érték a sorozatból) (1967)
- Olimpia (V.) (Mexikó, (sorozat, 8 érték és blokk), (1968)
- Olimpiai érmesek (sorozat, 8 érték és blokk), (1969)
- Lepke (III.), (sorozat, 8 érték), (1969)
- Duna-kanyar (sorozat, 4 érték), (1969)
- Hazánk felszabadulásának 25. évfordulója (blokk), (1970)
- FAO (1970)
- Olimpiai Bizottság (sorozat, 8 érték), (1970)
- A koncentrációs táborok felszabadulásának 25. évfordulója, (1970)
- Budapest 71 (sorozat, 4 érték és blokk), (1971)
- I. borvilágverseny (sorozat, 2 érték), (1972)
- Keszthelyi Georgikon (1972)
- Óbuda – Buda- Pest (sorozat, 6 érték), (1972)
- Tájak – városok (Szarvas, Salgótarján), (1972)
- 50 éves a Szovjetunió (1972)
- Vénusz-8 (blokk), (1973)
- Tájak – városok (Tokaj, Kaposvár, Esztergom, Veszprém), (1973)
- KGST 25. évfordulója (1974)
- OTP 25. évfordulója (1974)
- Aerofila 74 (sorozat, 4 érték és blokk), (1974)
- Tájak – városok (3 érték), (1974)
- Tájak – városok (Szolnok, Dunaújváros), (1975)
- Visegrádi műemlékek (sorozat, 4 érték és blokk) (1975)
- 25 éves a tanácsrendszer (1 érték a sorozatból)
- 100 éve az első magyar távbeszélőösszeköttetés (sorozat, 4 érték), (1976)
- MABÉOSZ X. küldöttközgyűlése (blokk), (1976)
- 30 éves a Magyar Úttörők Szövetsége, (1976)
- Budavári gótikus szobrok (sorozat, 4 érték, keret), (1976)
- 150 éves a Herendi Porcelángyár (1976)
- Bolygókutatás (sorozat, 7 érték és blokk), (1976)
- Olimpiai érmesek (sorozat, 5 érték és blokk), (1976)
- Bélyegbemutatók (blokk), (1977)
- Amphilex (kisív), (1977)
- Rubens (blokk, keret), (1977)
- Légiposta (sorozat, 8 érték), (1977)
- Európa transzkontinentális vízi útja: a Duna – Majna – Rajna ("Duna-blokk"), (1977)
- 200 éves a Képző- és Iparművészeti Főiskola, (1978)
- 75 éves a motoros repülés (sorozat, 7 érték és blokk), (1978)
- 100 éves az Ajkai Üveggyár, (1978)
- Tájak – városok (Nyírbátor, Vasvár), (1979)
- Bélyegnap (blokk), (1979)
- Hazánk felszabadulásának 35. évfordulója (sorozat, 3 érték), (1980)
- Olimpia (Moszkva), (sorozat, 7 érték és blokk), (1980)
- Szentendre, (1980)
- Európai Biztonsági és Együttműködési Értekezlet – Madrid blokk, (1980)
- 100 éve indult meg a menetrendszerű személyszállítás a Dunán, Pest és Bécs között ("Duna-sor", 7 érték), (1981)
- 100 éve indult meg a menetrendszerű személyszállítás a Dunán, Pest és Bécs között ("Duna-blokk"), (1981)
- Bélyegnap (sorozat, 2 érték), (1982)
- Vatikáni magyar kápolna műalkotásai (keret, 1982)
- Interparlamentáris Unió (blokk), (1983)
- Európai Biztonsági és Együttműködési Értekezlet – Madridi Találkozó (blokk), (1983)
- Helsinki Záróokmány aláírásának 10. évfordulója (blokk), (1985)
- Turisztikai Világnap (1985)
- Kulturális fórum Budapest '85 (blokk), (1985)
- Európai Biztonsági és Együttműködési Értekezlet, Bécs (blokk), (1986)
- Esztergomi kincstár (blokk), (1987)
- Debreceni Református Kollégium (1988)
- 100 éves az Interparlamentáris Unió (blokk), (1989)
- Pro Philatelia (blokk), (1989)
- Modern magyar festészet (sorozat, 4 címlet) (1989)
- 400 éves a Károli-biblia (1990)
- A Magyar Köztársaság címere (bélyeg és blokk) (1990)
- A Szuverén Máltai Lovagrend címere (1991)
- 100 éve született Mindszenty József (1992)
- Keszthely (Festetics-kastély) (1989 és 1992)

### ENSZ bélyegek
ENSZ pályázatokon három alkalommal nyert első helyezést.

### Egyéb művei
Emlékezetes egy akvarellje a Margit-sziget elképzelt látványáról, amelyen kilátótorony (!) magasodik.

## Kiállításai

### Egyéni kiállítások
- 1969 • Mátyás király Múzeum, Visegrád
- 1973 • Kisgaléria, Tokaj
- 1975 • Mátyás király Múzeum, Visegrád
- 1975 • József Attila Megyei Könyvtár, Tatabánya
- 1979 • Művelődési Központ, Dorog
- 1981 • Tanítóképző Főiskola, Esztergom
- 1981 • Népház Galéria, Tatabánya
- 1982 • Dömösi Galéria, Dömös
- 1983 • József Attila Művelődési Ház, Nagymaros
- 1985 • Kuny Domokos Múzeum, Tata
- 1988 • Bázel
- 1989 • Felsőőr (Ausztria)
- 1990 • Espoo (Finnország)
- 1991 • Balassagyarmat
- 1992 • Bélyegmúzeum, Budapest
- 1993 • Balassa Bálint Múzeum, Esztergom

### Válogatott csoportos kiállítások
- 1977 • Esztergomi Tárlat, Esztergom
- 1977 • Dömös a képzőművészetben, Dömös
- 1980 • Dunakanyar Nyári Tárlat, Esztergom
- 1982 • Balassa Bálint Társaság kiállítása, Esztergom
- 1983 • Komárom megyei képzőművészek kiállítása, Zug (Svájc)
- 1984 • Esztergomi művészek kiállítása, Espoo (Finnország)

## Emlékezete
- Szülőfalujában, Dömösön utcát neveztek el róla.

## Külső hivatkozások
- Vertel által tervezett néhány forgalmi bélyeg
- Magyar csillagászati és űrkutatási motívum lista (magyar nyelven). [2005. április 7-i dátummal az [ eredetiből] archiválva]. (Hozzáférés: 2009. augusztus 31.)
- repülős bélyegek
- életrajz Archiválva 2007. szeptember 25-i dátummal a Wayback Machine-ben